# Brian Molko

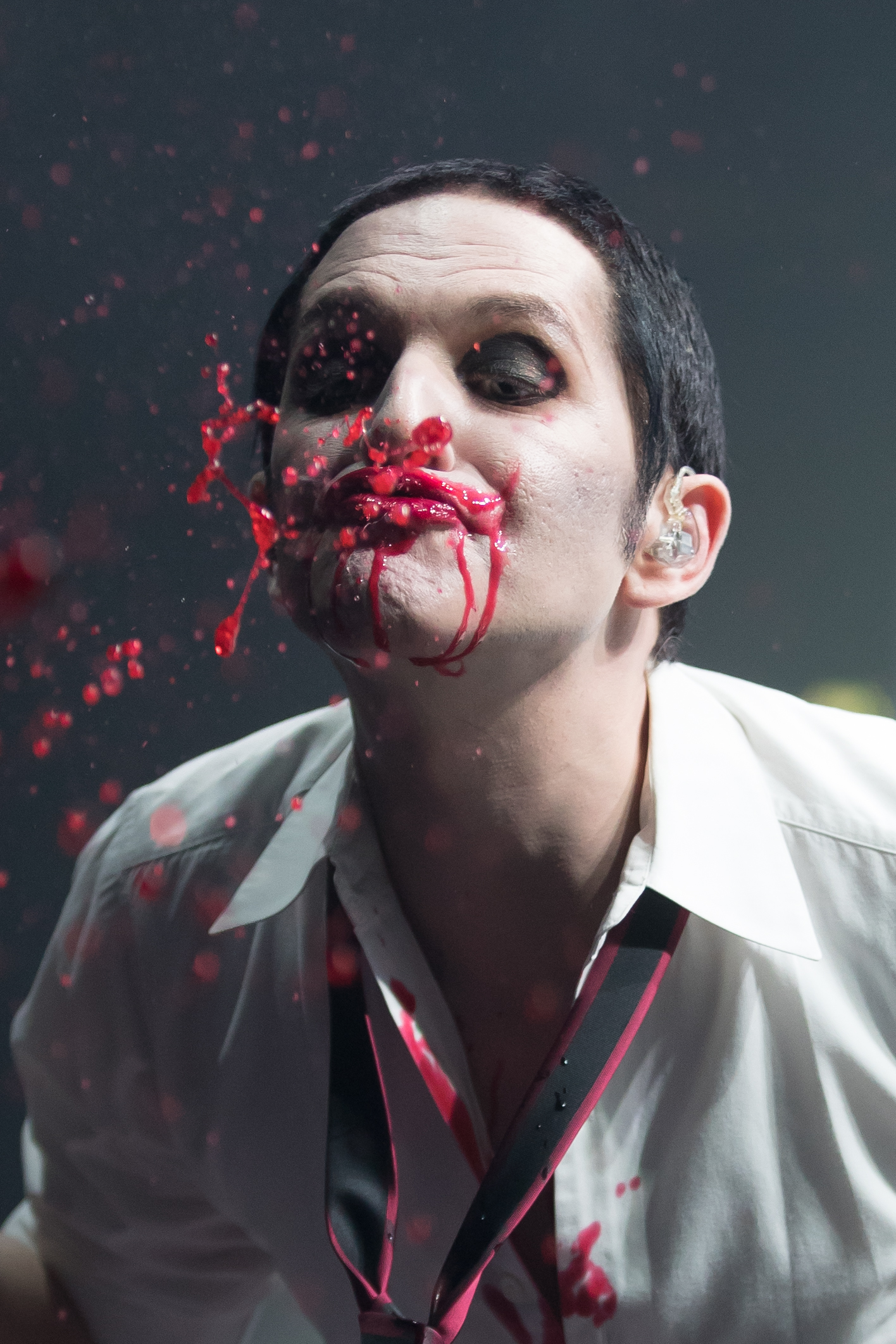
Brian Molko an Halloween 2016 in Hamburg

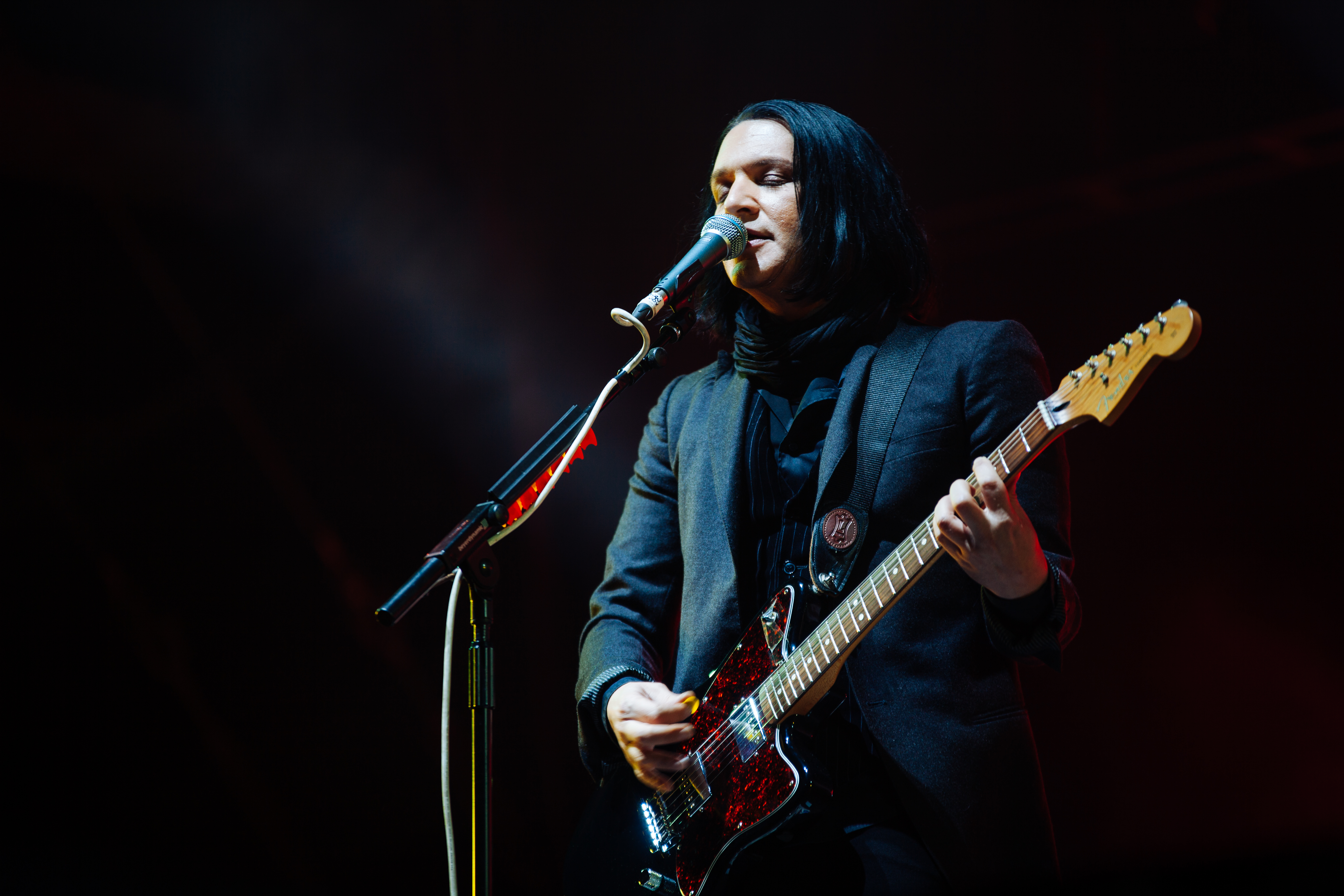
Brian Molko (2014)

Brian Molko (* 10. Dezember 1972 in Brüssel, Belgien) ist ein Sänger, Gitarrist, Keyboarder und Texter. Bekannt wurde er vor allem als Frontmann der Band Placebo.

## Biografie

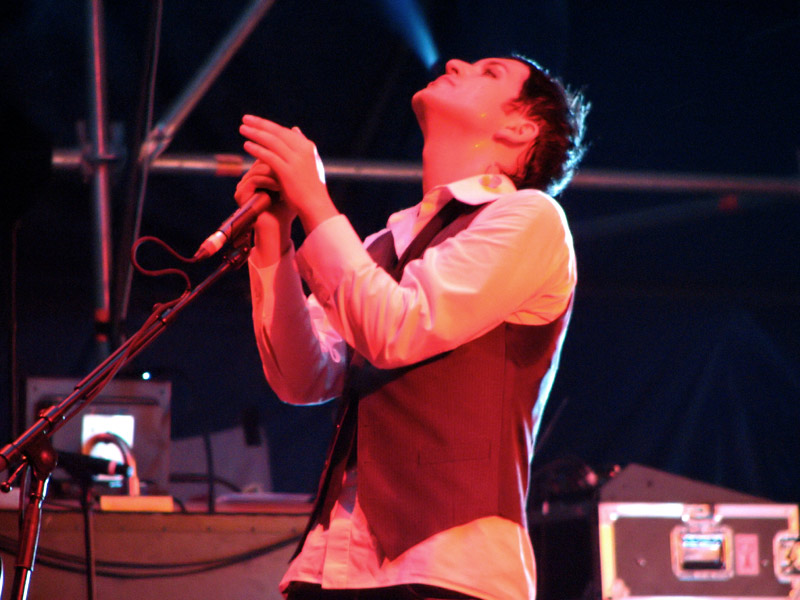
Brian Molko (2006)

Brian Molko wurde in eine streng religiöse Familie geboren. Neben seinem Vater, einem US-amerikanischen Bankier französisch-italienischer Abstammung, und seiner Mutter, einer schottischstämmigen strenggläubigen Christin aus Großbritannien, gehörte sein zehn Jahre älterer Bruder Barry zur Familie. Wegen des Berufes seines Vaters zog die Familie häufig um. So lebte Molko bereits in seiner Kindheit in Ländern wie Libanon, Liberia, Schottland, Belgien und zuletzt in Luxemburg.
Künstlerisches wurde von seinem Elternhaus abgelehnt; sein Vater hatte für ihn ebenfalls eine Karriere als Bankier vorgesehen, nach dem Wunsch seiner Mutter sollte er Pfarrer werden. Molko rebellierte dagegen, indem er ein androgynes Erscheinungsbild annahm und gewohnheitsmäßig Nagellack, Lippenstift und Eyeliner trug. In seinen späteren Jugendjahren hatte er sein Coming-out als Bisexueller. Molko und das spätere Placebo-Mitglied Stefan Olsdal schrieben sich beide bei der American International School of Luxembourg (heute bekannt als die International School of Luxembourg) ein, hatten dort allerdings kaum Kontakt zueinander. Als Molko dann 1990 nach London zog, um am Goldsmiths College Schauspiel und Theater zu studieren, traf er Olsdal an der South Kensington-U-Bahn-Station und lud ihn zu einem Auftritt ein. Dieser war so begeistert von Molkos Stimme, dass die beiden die Band Ashtray Heart gründeten, aus der sich später Placebo entwickelte. Zusammen mit dem Schlagzeuger Robert Schultzberg, einem Freund von Olsdal, traten sie bis 1996 auf. Allerdings ersetzten sie Schultzberg bald durch Steve Hewitt. Molko schloss sein Schauspielstudium erfolgreich ab.
2005 brachte Molkos Partnerin Helena Berg einen Sohn, Cody Molko, zur Welt.

## Diverses
Molko brachte sich das Gitarrespielen selbst bei. Mit 16 Jahren bekam er von seinen Eltern eine Gitarre geschenkt. Außer der Gitarre spielt er Bass, Mundharmonika, Keyboard, Saxophon, Schlagzeug und Turntables. Gelegentlich ist er als DJ in Clubs tätig.
Zusammen mit seinen Bandkollegen hatte er einen kleinen Auftritt in dem Film Velvet Goldmine von 1998, für den Placebo das T. Rex-Lied 20th Century Boy neu einspielten. Molko verkörpert Malcolm, den Sänger der fiktiven Glam-Rock-Band The Flaming Creatures.
Molko zählte David Bowie zu seinem Freundeskreis. Mit ihm sang er das Placebo-Lied Without You I’m Nothing und den Cover-Song 20th Century Boy live bei den BRIT Awards von 1999. Außerdem ist er mit Marilyn Manson und Nicola Sirkis von Indochine befreundet. Er sang als Gastsänger bei Titeln von Timo Maas (Pictures, Like Siamese und First Day), den Alpinestars (Carbon Kid) und Trash Palace (The Metric System). Außerdem sang er das Duett Je t’aime, moi non plus mit Asia Argento und mit Jane Birkin Smile. Zudem schrieb er den englischen Text zu Pink Water Version 3, einem Lied von Indochine.
Er komponierte auch das Lied Hypnotized by Jane für die deutsche Glam-Rock-Band Cinema Bizarre. Am 3. Juli 2010 sang er vor dem Europäischen Parlament in Brüssel Across the Universe von den Beatles und Ne me quitte pas von Jacques Brel.
Molko spricht neben Englisch auch fließend Französisch.

## Filmografie
- 1998: Velvet Goldmine (als Malcolm, Sänger der „Flaming Creatures“)
- 2001: Sue’s Last Ride (Ausführender Produzent)